# Fanny Gaïda
Scènes principales
Opéra Garnier, Opéra Bastille
Fanny Gaïda, née le 7 septembre 1961 à Saint-Germain-en-Laye (Yvelines), est une danseuse française. Elle est étoile du ballet de l'Opéra national de Paris.

## Biographie
Fanny Gaïda est née à Saint-Germain-en-Laye le 7 septembre 1961 et débute la danse classique au Cercle Artistique de Maisons-Laffitte. Elle entre à l'École de danse de l’Opéra national de Paris en 1973 et elle intègre le corps de ballet en 1978.
Elle devient coryphée en 1980, puis sujet l’année suivante.
En 1988, elle intègre le groupe « Noureev and Friends » et participe à ses tournées mondiales.
Elle est promue première danseuse en 1989.
Le 27 juillet 1993, à Nîmes, à la suite d'une représentation de Giselle, elle est nommée danseuse étoile par le directeur de la danse Patrick Dupond.
Fanny Gaïda fait ses adieux le 26 juin 2001 à l'Opéra Bastille, en interprétant le rôle de Juliette dans le Roméo et Juliette de Rudolf Noureev. Lors de cette soirée, elle est faite chevalier de l'ordre national du Mérite.
Elle est membre du groupe « Dupond et ses Stars », de Patrick Dupond, avec Sylvie Guillem, Monique Loudières, Manuel Legris, Jean-Marie Didière et Elizabeth Cooper.
Elle est professeure à l'École de danse de l'Opéra national de Paris entre 2002 et 2023.

## Répertoire
- Georges Balanchine : Divertimento n°15, Symphonie en ut, Joyaux, Concerto Barocco, Apollon Musagète, Agon, Sérénade, Les Quatre Tempéraments.
- Patrice Bart : Coppelia, Giselle.
- Maurice Béjart : Le Concours, Sonate à Trois.
- Vladimir Bourmeister : Le Lac des Cygnes.
- Carolyn Carlson : Slow, Heavy and Blue.
- William Forsythe : In the Middle Somewhat Elevated.
- Martha Graham : Lamentation.
- Rosella Heightower : La Belle au bois dormant.
- Jiří Kylián : Doux mensonges, Sinfonietta.
- Pierre Lacotte : La Sylphide.
- Serge Lifar : Les Mirages, Suite en Blanc.
- Léonide Massine : Les Présages, La Symphonie fantastique.
- Kenneth McMillan : L'histoire de Manon.
- John Neumeier : Casse-Noisette, Magnificat, Le Songe d'une nuit d'été, Sylvia, Vaslaw.
- Bronislava Nijinska : Le Train Bleu.
- Rudolf Noureev : La Bayadère, La Belle au Bois dormant, Cendrillon, Don-Quichotte, Le Lac des Cygnes, Raymonda, Roméo et Juliette, Washington Square.
- Roland Petit : L'Arlésienne, Camera Obscura, Carmen, Le Jeune homme et la Mort, Le Loup, Le Rendez-vous, Rythme de Valses.
- Jerome Robbins : Dances at a Gathering, En Sol, In the Night.
- Twyla Tharp : Push comes to shove, Rules of the Games.
- Antony Tudor : Dark Elegies[6].

## Chorégraphies
- LHU. Musique de Bernard Wystraete.
- Rodin la nuit[4].

## Distinctions
- Chevalier de l'ordre national du Mérite